# Фахр ад-Дин Масуд
 Фахр ад-Дин Масуд (перс. فخر الدین مسعود‎‎; ? — 1163) — правитель Бамиана из династии Гуридов (1152—1163). Один из сыновей Изз ад-Дина Хусейна.

## Ранняя жизнь
Фахр ад-Дин Масуд был сыном Изз ад-Дина Хусейна (? — 1146), малика Гуридской династии (1100—1146), и тюркской женщины. У него также было несколько братьев: Сайф ад-Дин Сури (? — 1149), Баха ад-Дин Сам I (? — 1149), Шихаб ад-Дин Мухаммад Харнак, Шуджа ад-Дин Али, Ала ад-Дин Хусейн (? — 1161) и Кутб ад-Дин Мухаммад.
После смерти Изз ад-Дина Хусейна, Сайф ад-Дин Сури взошел на гуридский престол, и разделил владения Гуридов среди своих братьев. Фахр ад-Дин Масуд получил участок земли возле реки Хари, Баха ад-Дин Сам получил Гур, Шихаб ад-Дин Мухаммад Харнак получили Мадин, Шуджа ад-Дин Али получил Джармас, Ала аль-Дин Хусейн получил Вазиристан, и Кутб ад-Дин Мухаммед получил Warshad Warsh, где он построил знаменитый город Фирузкух . Однако, Сайф позже, поссорившись с братом Кутб ад-Дином, который укрылся в Газни, и был отравлен газневидским султаном Бахрам-шахом.
Чтобы отомстить за своего брата, Сайф двинулся к Газни в 1148 году и одержал победу в битве при Газни, в то время как Бахрам-шах бежал в Куррам. Сайф ад-Дин отступил, но армия Газневидов догнала его, и в Санг-и-Сурахе завязалась битва. Сайф и Маджд ад-Дин Мусави были схвачены и позже распяты в Pul-i Yak Taq.

## Правление в Бамиане
После смерти Сайфа его сменил его брат Баха ад-Дин Сам I (? — 1149), который продолжал строить Фирузкух и подготовил армию, чтобы двинуться на Газну, чтобы отомстить за смерть двух своих братьев, но вскоре умер от естественных причин, прежде чем он достиг города. Ала ад-Дин Хусейн, младший брат Сайфа и Баха ад-Дина, затем взошел на трон Гуридов. Он вместе с Фахр ад-Дином Масудом вскоре отомстил за своих братьев, жестоко разграбив Газни. Ала ад-Дин Хусейн позже сумел завоевать Гарчистан, Тохаристан и Бамиан. Факр ад-Дин Масуд вскоре получил Бамиан в качестве части своего феода, начав период бамианской линии династии Гуридов. Ала ад-Дин Хусейн позже умер в 1161 году, и ему наследовал его сын Сайф ад-Дин Мухаммад, который вскоре умер два года спустя. Затем на престол взошел сын Баха ад-Дина Сама I, Гийас ад-Дин Мухаммад (1163—1202).

## Борьба за трон Гуридов
Фахр ад-Дин Масуд, однако, претендовал на трон для себя и вступил в союз с Тадж ад-Дином Йылдызом, сельджукским губернатором Герата и Балха. Гийасу ад-Дину удалось убить сельджукского наместника во время битвы, а затем завоевать Заминдавар, Бадгис, Гарчистан и Гузган. Он пощадил Фахр ад-Дина Масуда и восстановил его в качестве правителя Бамиана. Фахр ад-Дин Масуд вскоре умер в том же году, и ему наследовал его сын Шамс ад-Дин Мухаммад ибн Масуд.